# Värnamo (commune)
La commune de Värnamo est une commune suédoise du comté de Jönköping. 32 646 personnes y vivent. Son siège se trouve à Värnamo.

## Localités
- Bor
- Bredaryd
- Forsheda
- Fryele
- Hånger
- Horda
- Kärda
- Lanna
- Nydala
- Rydaholm
- Tånnö
- Torskinge
- Värnamo